# Имхофф, Ганс
Ганс Имхофф (нем. Hans Imhoff; 12 марта 1922 года, Кёльн — 21 декабря 2007 года) — немецкий промышленник и предприниматель. Является основателем Шоколадного музея (нем. Schokoladenmuseum) в городе Кёльн. Почётный гражданин Кёльна (2001).

## Жизнь
Ганс Имхофф родился в семье Франца и его жены Шарлотты (урождённой Галле) Имхоффов. После окончания начальной школы, поступил в школу торговли, где он тренировался в коммерческих навыках и в своем профессионально-техническом образовании.
После войны Имхофф основал шоколадный и сахарный завод, который стал весьма успешным. В 1972 году он приобрел финансово обедневшую шоколадную фабрику Stollwerck в городе Кёльн, и превратил это предприятие в успешный бизнес. Он создал объединение Европейского Шоколада (нем. European Chocolate group) через приобретение других марок, таких как Sprengel и Sarotti.
В 1993 году по его инициативе и с помощью его частных фондов был создан Шоколадный музей, который входит в десятку самых популярных музеев Германии. В 2007 году Музей шоколада посетили 650 000 человек.
В 2002 году он уволился из компании после того, как он основал в 2001 году Имхофф, некоммерческий фонд.
Ганс Имхофф был женат на Кларе Гербург Имхофф, отец четверых детей. В 2001 году Ганс Имхофф награждён почетным гражданством города Кёльна. Имхофф также является почетным гражданином Заальфельд Заале. За свою деятельность в 1991 году он был удостоен Ордена «За заслуги перед Федеративной Республикой Германии» I степени, а 1994 года он получил орден за заслуги земли Северный Рейн-Вестфалия.
Ганс Имхофф умер в декабре 2007 года в возрасте 85 лет после продолжительной болезни.

## Звания
- Почетный консул республики Того
- Почетный гражданин города Кёльн
- Почетный доктор